# Краснотал
Краснота́л (рос. Краснотал) — присілок у складі Макушинського округу Курганської області, Росія.
Населення — 29 осіб (2010, 109 у 2002).
Національний склад станом на 2002 рік:
- росіяни — 50 %
- казахи — 49 %